# Дивна долина
«Дивна долина» (рос. Чудная долина) — фільм режисера Рано Кубаєвої, знятий у 2004 році. Фільм про Чуйську долину, де росте канабіс (конопля, марихуана). Історія про те, як з'єдналися три закохані пари.

## Сюжет
Десь в Середній Азії є дивовижної краси містечко — Дивна долина. У цьому селі панує любов. Молодий чоловік з душею художника Сардор давно закоханий в Лейлу. Чоловік Лейли Маруф, за якого віддали її батьки через його великі доходи, не хоче її відпускати і сказати слово «талак» (розлучення). Ситуація ускладнюється тим, що Сардор працює на Маруфа пастухом. Дід Лейли Саїд доглядає за своєю сусідкою старенькою Айшею, марно переконуючи її одружитися, а вона чекає свого чоловіка Алі, який досі не повернувся з війни. Внучка бабусі Маліка мріє про кар'єру співачки і живе в місті. Її коханий, американець Майкл, працює військовим перекладачем. Батько Малікі, великий чиновник, проти шлюбу дочки з іноземцем. У цей непростий час під час грози в селі з'являється дивний баран з загадковим написом на боці. Айша впевнена, що це її покійний чоловік, який повернувся з того світу. Саме його поява перевертає все з ніг на голову і розставляє по своїх місцях.
Фільм знімався у Криму, в районі Білої Скелі.

## У фільмі знімалися
- Надія Румянцева — Айша
- Михайло Козаков — Дід Саїд
- Ігор Десятников — Маруф
- Марія Беккер — Лейла
- Шаміль Хаматов — Сардор
- Антон Ельдаров — 1-й укурений
- Жавохір Закіров — 2-й укурений
- Юлія Долгашева — Маліка
- Ніколаус Петрі — Майкл
- Саїд Дашук-Нігматулін — Рустам
- Рауф Кубаєв — Мулла
- Юрій Цурило — Міністр
- Ігор Гаспарян — кухар

### В епізодах
- Філіп Абда
- Людмила Апсалікова
- Володимир Артем'єв
- Ельвіра Барієв
- Микола Буров
- Тетяна Бистрицька
- Миляуш Валієв
- Сергій Гулін
- Фархат Гумеров
- Роберт Давідян
- Володимир Дудник
- Анастасія Єніна
- Гайде ТЕМИРОВА
- Рано Кубаєва
- Семен Курков
- Олексій Куян
- Фархад Махмудов
- Володимир Мінчік
- Тамара Могилевська
- Дмитро Жуков
- Олександр Петров
- Степан Попов
- Валерій Рибін
- Едем Сейтаплаев
- Ернест Хайруллаев
- Ресуль Хаміль
- Рустем Хаміль
- Сергій Царьков